# 剣晃敏志
剣晃 敏志（けんこう さとし、1967年6月27日 - 1998年3月10日）は、大阪府守口市出身で高田川部屋に所属した大相撲力士。本名は星村 敏志（ほしむら さとし）。最高位は西小結。

## 来歴

### 入門前
守口市で繊維業を営んでいた家の2人兄弟の次男（大阪弁でいう「なかぼんさん」）として生まれた。しかし2歳の時に父親を亡くし、母親が女手一つで育てた。守口市立庭窪中学校では柔道を習い、母校の先輩である8代高田川親方（元大関・前の山）を紹介されたが、「まだ遊びたい」として定時制の大阪府立守口高等学校へ進学した。しかし高校は1年で退学し、セールスマンなどのアルバイトを務めていた。その後、盲腸の手術で入院した際に高田川部屋の体験入門の様子を撮影した写真を見て、高田川部屋に入門した。

### 角界のヒール役として
剣晃は平成の大横綱・貴乃花光司など、上位力士相手にも容赦ない張り手をかますなど闘志溢れる相撲が取り口で、自ら「ヒール」を公言していた
。特に1993年3月場所での対浪乃花教天戦の張り手合戦は有名である。さらに大関の貴ノ浪貞博には幕内対戦成績が過去9勝9敗の五分で3回にわたり3連勝するなどと圧倒的に強く、「貴ノ浪の最大の天敵」とも言われていた。剣晃は差し身が上手く根は左四つだが、右四つでももろ差しでも相撲が取れて投げや吊り、寄りにも鋭さがあった。
大相撲の愛好家であるデーモン閣下・尾崎亜美からは、その悪役のイメージから「角界（土俵）のならず者」とも呼ばれていた。1997年1月場所後には、相撲雑誌の企画でデーモン閣下と剣晃の対談が実現し、その時に剣晃からデーモン閣下に直接「そのニックネーム（「角界のならず者」）を変えて欲しいんですがね…」と苦笑しつつ要望を申し入れていた（後日デーモン閣下は、剣晃の別のあだ名として「土俵の天然記念物」と名付けている）。一方で悪役イメージとは裏腹に母親思いで若い者からの人望はとても厚く、存命当時から在籍している若手の力士達は剣晃を目標にしている力士として挙げることが多かった。さらに高田川も剣晃の引退後には、部屋の後継者にすることを考えていたとされている。
剣晃は少しずつ番付を上げて、最高位の小結を2場所（1995年5月場所・同年9月場所）務めたほか、三賞は殊勲賞と敢闘賞を1回ずつ受賞している。特に1995年7月場所4日目の貴乃花戦などは、取組後に「顔を出してジッとしていたので、『あれっ、張っていいのかな』と思って張っただけだよ」と張り手を放ったことに対して答え、この取組に寄り切りで負けて貴乃花に睨まれると「チクショー。もう1回、やりたいのかよ」と睨み返した。また1993年3月場所に曙太郎が横綱に昇進してからは、同じ高田川部屋の鬼雷砲良蔵らと共に横綱土俵入りの露払い・太刀持ちをよく務めていた。なお1995年7月場所7日目には、その曙と対戦し送り出しで下して金星を獲得している。露払い・太刀持ちを担当する横綱との対戦が組まれた場合は、その日は担当から外れる事となるが、翌8日目に再び曙の太刀持ちを務める際の剣晃は、曙と顔を合わせた時お互いに気不味くなり言葉が出なかったという。

### 原因不明の奇病で長期入院・幕内から幕下へ陥落
新三役（小結）だった1995年5月場所では40度を超える高熱を発したが、一切休場せずに5勝10敗で取り終えた。剣晃はその後も持病の痛風にも悩まされながら、幕内上・中位で活躍していた。
ところが、1996年11月場所辺りから再び体調を崩し、原因不明の発熱と貧血の症状に苦しむも場所中に点滴治療などを続けながら強行出場していた。だが1997年3月場所に入ると急激に体重が落ち、120kg台まで痩せてしまう。次の同年5月場所には前頭11枚目の地位で千秋楽に勝って8勝7敗と勝ち越したが、これが剣晃にとって生涯最後の出場場所となってしまった。
剣晃は1997年5月場所後、大阪市内の病院に緊急入院。同年7月場所（前頭6枚目）の剣晃は、初土俵以来初めての休場（休場理由は「不明熱」）となった。当場所以後は、一度も出場が無いまま全休を続けたために、番付は幕内から十両（1997年9月・11月場所）を通り越して、幕下（1998年1月・3月場所）の地位まで転落した。剣晃はこの際に、検査によって病名が「汎血球減少症」と判明し、抗がん剤など投薬の影響によって剣晃の髷は全て抜け落ちてしまっていた。汎血球減少症とは白血病の一種で、当時の日本ではまだ4例しか報告例が無い（そのうち2例は当時既に死亡）奇病であり、治療法は確立されていなかった。入院して間もない1997年の夏、剣晃の実母は既に医師から「残念ですが、息子さんは助かりません」との宣告を受けていた。
なお発症の原因について、ある担当医は痛み止めの注射が好ましくない化学反応を起こしたという説を、またある担当医はウイルス感染説も唱えていた。ただ、剣晃は最後まで生きる希望を捨てなかった。「オレの本当の病気はなんなんだ。もう一度社会復帰できるのか、出来ないのか。親には言わずにオレにだけ、本当の事を言ってくれ!」と迫り、自身も枕元のカバンが一杯になるほどの医学書で真相解明に励んだ。翌1998年2月、一時退院出来る程に体調が一旦回復した剣晃は、実兄と共に小・中学校や幼少時に遊んだ公園など思い出の場所を歩いたり、家族揃って和歌山県へ3泊の温泉旅行に出掛けたりしていたという。だが、この頃の実母は「本人も死が近い事を分かっていたようです…」と述懐している。

### 30歳で現役死
1998年3月に入ると血圧が急降下するなど病状が悪化し、さらに全身の痛みから気が動転し、ベッドの傍にあるものを掴んでは投げるを繰り返していた。3月7日には意識不明の重体に陥る。そして、地元の大阪で開催された同年3月場所は幕下55枚目まで下がっていたが、3月場所3日目だった3月10日11時50分、剣晃は母と兄が見守る中で、汎血球減少症による肺出血のため、大阪狭山市の近畿大学付属病院で死去した。30歳没。生涯独身だった。
剣晃の生涯最期の言葉は「母ちゃん、もう眠りたい…」だったという。剣晃が亡くなった数分後に病室へ駆け付けた高田川親方は「必ず治るものだと信じていたから、今は思い出なんて振り返れない…」と号泣。その余りにも早過ぎる病死に、現役力士や相撲関係者らにも大きな衝撃を受けたという。葬儀の席では親族や部屋の弟弟子達が涙を流し続け、告別式で最後の挨拶時に高田川親方は、剣晃の遺影に向かって「剣晃！俺はまだ死んだとは思ってない!!」と大声で泣き叫んでいた。奇病のため病理解剖による研究の進歩が期待され、担当医も病理解剖を申し出たが「力士だから綺麗な体をお客さんに見せたいので、メスを入れたくない」という生前の本人の遺志によって行われなかった。
剣晃に対して『角界のならず者』というあだ名を付けたデーモン閣下は、死の1年前に相撲雑誌で直接対談した事を懐古しながら、剣晃の訃報に関し「あの頃から既に体調が悪くしんどそうだったが、事前に点滴を打って登場し、脂汗をかきながらも2時間近くの取材に笑顔で応じてくれた。まさかこんなに速く逝ってしまうとは…『残念』という以外、言葉が見つからない」と追悼のコメントを述べていた。

## エピソード
- 剣晃の四股名は、入門前の荒れた生活とかつ不摂生で顔色が悪かったことから「健康」を願ったもの[1]で、初めて番付についた1985年1月場所に当時幕下格行司の木村英樹（のちの38代木村庄之助）が命名した。「剣」という文字は「折れるもの」「割れるもの」として不吉な意味合いがあるため、四股名を付ける時に高田川からは止められたものの、剣晃は頑として譲らず、「折角（木村）和一郎さんが、一生懸命に考えて名付けてくれた四股名だから」と、一生その四股名で通していた[1]。
- かねてから健康を気遣っていた剣晃は、巡業先へ大量の青汁を作って持ち込み健康管理に努めており、このことは生前から大変有名だった。新三役昇進会見では「ウーン、まずい」と当時の『キューサイ』の青汁のCMをまねるパフォーマンスを行っていた。また新年のインタビューでは「四股名が剣晃なので健康な1年に」と答えることが恒例になっていた。
- 幕内在位歴のある力士で現役中に夭折したのは龍興山一人以来（1990年）だが、奇しくも剣晃と龍興山は同じ大阪出身で、さらに1967年6月生まれの同い年だった。他に1967年度生まれ（1983年3月に義務教育を修了した年齢）で40代までに病死した力士は大翔鳳昌巳（1999年、現役引退し準年寄在任中だった。北海道出身）と大輝煌正人（2009年、廃業後。和歌山県出身）がおり、同年度生まれの幕内在位歴のある力士7人のうち4人が20代～40代の若さで亡くなっている。
- 1996年1月場所の敢闘賞受賞は、史上初めて他力の条件付きでの受賞である。7勝7敗で千秋楽を迎えた剣晃は、5日目に優勝を争っている大関の貴ノ浪に勝利していた。千秋楽当日に開かれた三賞選考会で、13代九重親方（元横綱・千代の富士）から「もしも貴ノ浪が優勝したら、その貴ノ浪に黒星を付けた力士に三賞を授与しないのはおかしい」との意見があり、剣晃には受賞条件として三賞受賞最低条件の勝ち越し、すなわち千秋楽の勝利に加え、貴ノ浪が優勝した場合に限りという他力条件も付された。果たして剣晃は千秋楽に勝利し、貴ノ浪も横綱の貴乃花との同部屋力士同士の優勝決定戦を制して優勝し、剣晃は初の敢闘賞を受賞した。受賞が決まった時、「大将（九重親方）、サンキューって感じ」と歓びの談話を残した[6]。
- 1997年11月場所、高田川部屋の宿舎の稽古場で闘病中の剣晃がテッポウをしていたという。「力士はなあ、年6場所で生きとるんや。特に春は大阪、夏は名古屋、秋から冬は九州の空気を吸う。だから俺は福岡に来た。そういう体なんよ。だからもう一回、場所に出たいなあ……」と記者に話しており、それがその記者との最後の会話であった[7]。

## 主な成績
- 通算成績：414勝411敗54休 勝率.501
- 幕内成績：181勝224敗15休 勝率.447
- 現役在位：81場所
- 幕内在位：28場所
- 三役在位：2場所（小結2場所）
- 三賞：2回
  - 殊勲賞：1回（1995年7月場所）
  - 敢闘賞：1回（1996年1月場所）
- 金星：2個（曙1個、貴乃花1個）

### 場所別成績
| | 一月場所 初場所（東京） | 三月場所 春場所（大阪） | 五月場所 夏場所（東京） | 七月場所 名古屋場所（愛知） | 九月場所 秋場所（東京） | 十一月場所 九州場所（福岡） |
| --- | ----------------------- | ----------------------- | ----------------------- | --------------------------- | ----------------------- | --------------------------- |
| 1984年 （昭和59年） | x                       | x                       | x                       | x                           | x                       | （前相撲）                  |
| 1985年 （昭和60年） | 西序ノ口35枚目 6–1      | 西序二段90枚目 4–3      | 東序二段66枚目 3–4      | 東序二段83枚目 4–3          | 西序二段69枚目 3–4      | 西序二段82枚目 3–4          |
| 1986年 （昭和61年） | 東序二段98枚目 6–1      | 西序二段30枚目 2–5      | 西序二段59枚目 5–2      | 西序二段13枚目 4–3          | 西三段目89枚目 2–5      | 東序二段11枚目 5–2          |
| 1987年 （昭和62年） | 西三段目79枚目 4–3      | 東三段目56枚目 2–5      | 東三段目82枚目 5–2      | 西三段目54枚目 5–2          | 西三段目32枚目 3–4      | 東三段目51枚目 4–3          |
| 1988年 （昭和63年） | 西三段目37枚目 5–2      | 西三段目11枚目 5–2      | 西幕下49枚目 3–4        | 西三段目3枚目 4–3           | 東幕下52枚目 3–4        | 西三段目3枚目 4–3           |
| 1989年 （平成元年） | 東幕下49枚目 3–4        | 東幕下59枚目 4–3        | 西幕下44枚目 5–2        | 西幕下25枚目 4–3            | 西幕下17枚目 5–2        | 東幕下7枚目 3–4             |
| 1990年 （平成2年） | 西幕下11枚目 3–4        | 西幕下18枚目 2–5        | 西幕下38枚目 5–2        | 西幕下25枚目 4–3            | 西幕下19枚目 5–2        | 西幕下7枚目 4–3             |
| 1991年 （平成3年） | 東幕下3枚目 5–2         | 東十両12枚目 5–10       | 東幕下4枚目 5–2         | 東十両13枚目 8–7            | 東十両8枚目 9–6         | 東十両4枚目 9–6             |
| 1992年 （平成4年） | 東十両筆頭 6–9          | 東十両5枚目 8–7         | 西十両2枚目 9–6         | 西前頭14枚目 3–12           | 東十両6枚目 8–7         | 西十両3枚目 8–7             |
| 1993年 （平成5年） | 東十両2枚目 9–6         | 西前頭14枚目 10–5       | 東前頭6枚目 5–10        | 東前頭13枚目 9–6            | 東前頭4枚目 7–8         | 東前頭5枚目 7–8             |
| 1994年 （平成6年） | 東前頭6枚目 6–9         | 西前頭9枚目 9–6         | 西前頭2枚目 4–11        | 西前頭10枚目 9–6            | 西前頭2枚目 4–11        | 西前頭8枚目 8–7             |
| 1995年 （平成7年） | 東前頭4枚目 5–10        | 西前頭7枚目 10–5        | 西小結 5–10             | 東前頭4枚目 11–4 殊★        | 西小結 6–9              | 東前頭筆頭 5–10             |
| 1996年 （平成8年） | 東前頭5枚目 8–7 敢      | 東前頭筆頭 5–10         | 西前頭5枚目 6–9 ★       | 東前頭8枚目 9–6             | 東前頭2枚目 4–11        | 東前頭6枚目 8–7             |
| 1997年 （平成9年） | 西前頭2枚目 6–9         | 東前頭5枚目 4–11        | 東前頭11枚目 8–7        | 西前頭6枚目 休場 0–0–15     | 西十両筆頭 休場 0–0–15  | 西十両13枚目 休場 0–0–15    |
| 1998年 （平成10年） | 西幕下15枚目 休場 0–0–7 | 東幕下55枚目 引退 0–0–2 | x                       | x                           | x                       | x                           |
| 各欄の数字は、「勝ち-負け-休場」を示す。 優勝 引退 休場 十両 幕下 三賞：敢=敢闘賞、殊=殊勲賞、技=技能賞 その他：★=金星 番付階級：幕内 - 十両 - 幕下 - 三段目 - 序二段 - 序ノ口 幕内序列：横綱 - 大関 - 関脇 - 小結 - 前頭（「#数字」は各位内の序列） |                         |                         |                         |                             |                         |                             |

### 幕内対戦成績
| 力士名   | 勝数 | 負数 | 力士名   | 勝数 | 負数 | 力士名   | 勝数 | 負数 | 力士名   | 勝数 | 負数 |
| -------- | ---- | ---- | -------- | ---- | ---- | -------- | ---- | ---- | -------- | ---- | ---- |
| 蒼樹山   | 2    | 2    | 安芸乃島 | 6    | 11   | 曙       | 1    | 8    | 朝乃翔   | 3    | 3    |
| 朝乃若   | 6    | 2    | 旭豊     | 3    | 0    | 恵那櫻   | 2    | 0    | 小城錦   | 4    | 3    |
| 小城ノ花 | 3    | 0    | 魁皇     | 5    | 6    | 春日富士 | 3    | 2    | 巌雄     | 4    | 0    |
| 北勝鬨   | 3    | 6    | 旭道山   | 0    | 2    | 霧島     | 2    | 3    | 久島海   | 2    | 3    |
| 琴稲妻   | 6    | 5    | 琴ヶ梅   | 0    | 2    | 琴錦     | 5    | 7    | 琴ノ若   | 7    | 4    |
| 琴富士   | 2    | 2    | 琴別府   | 5    | 8    | 琴龍     | 3    | 1    | 小錦     | 3    | 3    |
| 敷島     | 2    | 0    | 大至     | 1    | 4    | 大翔鳳   | 3    | 2    | 大翔山   | 0    | 3    |
| 大善     | 2    | 3    | 貴闘力   | 8    | 9    | 貴ノ浪   | 9    | 9    | 貴乃花   | 2    | 16   |
| 隆三杉   | 6    | 5    | 立洸     | 1    | 0    | 玉海力   | 0    | 1    | 玉春日   | 1    | 2    |
| 常の山   | 0    | 1    | 寺尾     | 2    | 7    | 時津洋   | 2    | 2    | 土佐ノ海 | 4    | 4    |
| 栃東     | 1    | 1    | 栃乃藤   | 1    | 0    | 栃乃和歌 | 1    | 3    | 巴富士   | 1    | 1    |
| 智ノ花   | 3    | 2    | 豊ノ海   | 4    | 1    | 浪乃花   | 4    | 5    | 花ノ国   | 0    | 1    |
| 濱ノ嶋   | 6    | 3    | 肥後ノ海 | 6    | 3    | 日立龍   | 2    | 0    | 舞の海   | 3    | 4    |
| 三杉里   | 4    | 5    | 水戸泉   | 3    | 1    | 湊富士   | 4    | 1    | 武蔵丸   | 2    | 12   |
| 武双山   | 4    | 9    | 大和     | 0    | 1    | 力櫻     | 1    | 1    | 両国     | 0    | 1    |
| 若翔洋   | 4    | 2    | 若乃花   | 3    | 15   | 和歌乃山 | 0    | 1    |          |      |      |